# Tumba del soldado desconocido (Carabobo)
La Tumba del soldado desconocido o la Tumba al soldado desconocido es monumento conmemorativo que honra a los soldados venezolanos que dieron su vida en las diferentes batallas de la guerra de independencia de Venezuela con respecto a España y a los que participaron en las diversas guerras de independencia suramericanas. Fue construido en la dictadura del General Juan Vicente Gómez, y se localiza justo debajo del Arco de triunfo de Carabobo en el Campo Carabobo, al suroeste del Municipio Libertador en el Estado Carabobo.
Consiste en una tumba conmemorativa en la cual se encuentran los restos de un soldado venezolano caído en la Batalla de Ayacucho en la que se selló la independencia de Perú y de América del Sur bajo el comando del general venezolano y Gran Mariscal de Ayacucho Antonio José de Sucre. La tumba esta permanentente custodiada por 2 soldados que permanecen inmóviles y cuya guardia cambia en un ritual militar cada dos horas.